# Shankou (köpinghuvudort i Kina, Zhejiang Sheng, lat 28,07, long 120,32)
Shankou (kinesiska: Shan-k’ou-ts’un, Shan-k’ou, 山口, 山口镇) är en köpinghuvudort i Kina. Den ligger i provinsen Zhejiang, i den östra delen av landet, omkring 240 kilometer söder om provinshuvudstaden Hangzhou. Antalet invånare är 8 010. Befolkningen består av 3 887 kvinnor och 4 123 män. Barn under 15 år utgör 23,0 %, vuxna 15-64 år 63 %, och äldre över 65 år 12,0 %.
Runt Shankou är det mycket tätbefolkat, med 1 361 invånare per kvadratkilometer. Närmaste större samhälle är Wenxi, 11,9 km nordost om Shankou. I omgivningarna runt Shankou växer i huvudsak blandskog.
Genomsnittlig årsnederbörd är 2 331 millimeter. Den regnigaste månaden är juni, med i genomsnitt 383 mm nederbörd, och den torraste är januari, med 67 mm nederbörd.